# Труэтт, Эверетт
Эверетт Элсуорт Труэтт (англ. Everett Ellsworth Truette; 14 марта 1861, Рокленд, Массачусетс — 16 декабря 1933, Бруклайн, Массачусетс) — американский органист и композитор.
Окончил гимназию в Андовере, затем Консерваторию Новой Англии (1881), ученик Генри Мортона Данема, затем получил также степень бакалавра музыки в Бостонском университете. В 1883—1885 гг. учился в Европе: у Карла Августа Хаупта в Берлине, Александра Гильмана в Париже и Уильяма Томаса Беста в Ливерпуле и Лондоне.
По возвращении в США работал в Бостоне церковным органистом, на протяжении десяти лет участвовал в пяти-семи церковных службах в неделю; дал более 400 концертов, включая два выступления на Всемирной выставке 1904 года в Сент-Луисе. Далее около 30 лет работал органистом в Ньютоне.
В 1892—1894 гг. издавал ежемесячный журнал The Organ, на протяжении семи лет заведовал разделом органа в журнале The Etude. Опубликовал книгу «Органные регистры» (англ. Organ Registration; 1919, репринтное издание 1981). Участвовал в доработке и дополнении книги Артура Элсона «Вклад женщин в музыку» (англ. Woman’s work in music), которая начиная с шестого издания (1931) выходила под именем двух авторов. Кроме того, Труэтту принадлежат различные органные сочинения и транскрипции.